# Tortula porteri
Tortula porteri är en bladmossart som beskrevs av Brotherus 1902. Tortula porteri ingår i släktet tussmossor, och familjen Pottiaceae. Inga underarter finns listade i Catalogue of Life.